# Paraliparis nassarum
Paraliparis nassarum is een straalvinnige vissensoort uit de familie van snotolven (Cyclopteridae). De wetenschappelijke naam van de soort is voor het eerst geldig gepubliceerd in 1984 door Stein & Fitch.